# Körpüsındıran
Körpüsındıran è un comune dell'Azerbaigian situato nel distretto di Bərdə. Conta una popolazione di 550 abitanti.